# Vlčnov (ort i Tjeckien, Zlín)
Vlčnov är en ort i Tjeckien.   Den ligger i distriktet Okres Uherské Hradiště och regionen Zlín, i den östra delen av landet, 260 km sydost om huvudstaden Prag. Vlčnov ligger 223 meter över havet och antalet invånare är 3 037.
Terrängen runt Vlčnov är huvudsakligen platt. Vlčnov ligger nere i en dal. Runt Vlčnov är det ganska tätbefolkat, med 72 invånare per kvadratkilometer. Närmaste större samhälle är Uherský Brod, 5,0 km öster om Vlčnov. Trakten runt Vlčnov består till största delen av jordbruksmark.